# اچ‌دی ۸۹۳۰۷
اچ‌دی ۸۹۳۰۷ یک ستاره است که در صورت فلکی شیر قرار دارد.